# Gaya monosperma
Gaya monosperma är en malvaväxtart som först beskrevs av Karl Moritz Schumann, och fick sitt nu gällande namn av A. Krapovickas. Gaya monosperma ingår i släktet Gaya och familjen malvaväxter. Inga underarter finns listade i Catalogue of Life.